# Jules Hardouin-Mansart
Jules Hardouin Mansart, comte de Sagonne (født 16. april 1646 i Paris, død 11. maj 1708 i Marly-le-Roi) var en fransk arkitekt tilhørende barokken.
Han var en nevø af François Mansart, antog senere dennes efternavn og er den mest berømte af denne slægts mange bygmestre. Mansart lærte også hos Libéral Bruant. Han stod i stor yndest hos kong Ludvig XIV, som udnævnte ham til generaldirektør for alle Frankrigs offentlige bygninger (surintendant des Bâtiments du Roi). Et ungdomsarbejde er ombygningen af Château de Clagny (nu ødelagt). Han stod for udvidelsen af kongeslottet i Saint-Germain-en-Laye, men hans største værk blev fuldendelsen af Château de Versailles, som under hans ledelse (fra 1675 og fremefter) omformedes stærkt både i det ydre og i det indre; han har bl.a. opført slotskirken (sammen med Robert de Cotte, fuldendt 1710) og især efter Charles Le Bruns død dirigeret den indre udstyrelse af Appartements du roi (kongens gemakker). I slotsparken har han bygget orangeriet, kolonnaden og Grand Trianon. Château de Marly (1679) blev ødelagt under revolutionen. Hans kunstneriske hovedværk er dog Invalidekirken i Paris, behersket i sin brug af barokkens virkemidler (1680-93). Desuden har han planlagt de parisiske pladser Place des Victoires og Place Vendôme og bl.a. bygget landslottet Château de Dampierre og rådhuset i Lyon.
Efter hvilken af de to arkitekter Mansart de brudte mansardtage har fået navn, er næppe helt sikkert, men det synes dog, at Jules Hardouin Mansart har skaffet denne tagform borgerret ved at anvende dem i Clagny og på staldene i Versailles.